# Entre paredes
Entre paredes es una miniserie de televisión por internet de comedia romance producida para la plataforma de streaming de Disney plus, y Star+.
Entre paredes es una Rom-Com protagonizada por Aislinn Derbez, y 
Christian Vázquez; quienes interpretan a Marga y Martín respectivamente: un par de extraños que hacen match en una App de citas, y su primer encuentro termina muy satisfactoriamente para ambos y continúan en contacto conociéndose mejor e ilusionándose mutuamente hasta que descubren que ahora son vecinos, después de que Marga se muda a su nuevo departamento; lo que hace que la relación llegue a su fin antes de comenzar. Pero no les será fácil ocultar sus sentimientos detrás de la pared que los separa. El elenco incluye a 
Marianna Burelli,
Angélica Aragón,
Ofelia Medina, Daniel Tovar, Thali García, Ana Layevska y Armando Hernández.

## Reparto

### Principales
- Aislinn Derbez como Marga
- Christian Vázquez como Martín
- Marianna Burelli como Kari
- Ana Layevska como Silvana
- Armando Hernández como Jaime
- Thalí García como Patrisha
- Giuseppe Gamba como Pablo
- Octavio Hinojosa como Claudio
- Sebastián García como Alafita
- Irina van Duuren como Sandy

### Recurrentes e invitados especiales
- Angélica Aragón como Paty
- Martha Claudia Moreno como Sofia
- Daniel Tovar como Ramiro
- Ofelia Medina como Nono
- Norma Angélica como Trini

## Episodios
10

| N.º | Título   | Fecha de lanzamiento original |
| --- | -------- | ----------------------------- |
| 1 | «Piloto» | 12 de febrero de 2025         |
| Marga, una yogui y planner de eventos hace match en una App de citas con Martín, editor de una Telenovela de moda, sin saber que está por mudarse al departamento que se encuentra al lado suyo. |          |                               |
| 2 | —        | 12 de febrero de 2025         |
| 3 | —        | 12 de febrero de 2025         |
| 4 | —        | 12 de febrero de 2025         |
| 5 | —        | 12 de febrero de 2025         |
| 6 | —        | 12 de febrero de 2025         |